# John Hardress Wilfred Lloyd
John Hardress Wilfred Lloyd (Dover, 30 settembre 1951) è uno scrittore, produttore televisivo e conduttore televisivo britannico, noto per aver prodotto i programmi Not the Nine O'Clock News, Spitting Image, The Black Adder e Quite Interesting.

## Libri
È stato coautore dei seguenti libri:
- Not! The Nine O'Clock News
- Not 1982
- Not 1983
- Not the Royal Wedding
- Not the General Election
- The Meaning of Liff (1983, con Douglas Adams), dizionario umoristico
- The Deeper Meaning of Liff (1990, con Douglas Adams), versione riveduta e ampliata di The Meaning of Liff
- The Appallingly Disrespectful Spitting Image Book
- Spitting Image
- Blackadder: The Whole Damn Dynasty 1485-1917 (2000, con Richard Curtis e Rowan Atkinson)
- The Book of General Ignorance (2006, con John Mitchinson e i QI Elves)
- The Book of Animal Ignorance (2007, con John Mitchinson e i QI Elves)
- Advanced Banter (2008, con John Mitchinson e QI Elves)
- The QI Book of the Dead (2009, con John Mitchinson e i QI Elves)
- The QI Annual E [editor] (2007, con autori vari)
- The QI Annual F [co-editor] (2008, con John Mitchinson [co-editor] e autori vari)
- The QI Annual G [editor] (2009, con autori vari)
- 1,227 QI Facts To Blow Your Socks Off (2012, con John Mitchinson, James Harkin e i QI Elves)

## Riconoscimenti
- Premi BAFTA[1]
  - 1980 Light Entertainment Programme Not the Nine O'clock News
  - 1987 Comedy Series Blackadder
  - 1989 Best Comedy Series Blackadder Goes Forth
- Nel 2011 ha ricevuto il titolo di Commendatore dell'Ordine dell'Impero Britannico (CBE) per i suoi meriti nel mondo della televisione.[2]